# Juan Carlos Pugliese (padre)
Juan Carlos Pugliese (Tandil, Provincia de Buenos Aires, 17 de febrero de  1915 – Ciudad de Buenos Aires, 17 de enero de 1994) fue un abogado, economista y político argentino de la Unión Cívica Radical, ganador del Premio Konex de Platino en 1988. Fue fundador del Movimiento de Intransigencia y Renovación en 1948. 
Durante la década de 1960 fue diputado nacional, secretario de Estado, presidente del Banco Central y ministro de Economía en la gestión de Arturo lllia. Apoyó la industria manufacturera que logró aumentar las exportaciones de 1200 millones de dólares en 1962 a 1500 millones en 1965, con un récord de 877 millones en el primer semestre de 1966. Pugliese logró también reducir la deuda externa de 3390 millones de dólares en 1963 a 2650 millones en 1965, sin la necesidad de tocar las reservas de oro y divisas acumuladas en el Banco Central ni de pedir préstamos al Fondo Monetario Internacional.
Desde 1972 fue presidente del Comité radical de la provincia de Buenos Aires hasta 1983. En aquel año, Alfonsín gana las elecciones tras el fin del Proceso y Pugliese se convierte en presidente de la Cámara de Diputados de la Nación siendo elegido por el voto unánime de los diputados de todas las bancadas. Su administración fue transparente y mostró una gran vocación de diálogo con todos los sectores políticos. En 1989 fue designado por el gobierno como ministro de Economía y luego como ministro del Interior. Durante su gestión económica comenzó la hiperinflación de 1989-1990.
Fue uno de los autores de la ley de creación de la Universidad Nacional del Centro de la Provincia de Buenos Aires como senador nacional en 1974. Durante su ejercicio devolvió, al fin de cada período, los fondos reservados asignados al Presidente.

## Trayectoria
Realizó sus estudios primarios y secundarios en Tandil y los universitarios en la Universidad Nacional de La Plata, donde se recibió de abogado en 1940.
Militante de la Unión Cívica Radical, fue elegido por ese partido senador provincial en 1955, diputado nacional en 1963 y 1989 y senador nacional en 1973. Alrededor 310 intendentes provenientes del radicalismo no fueron depuestos durante el gobierno militar. Pugliese fue el encargado de coordinarlos y de entablar conversaciones con Jorge Rafael Videla. El proyecto impulsado por los “videlistas”, que tenía una impronta predominantemente radical y totalmente despojada de rasgos populistas, el llamado Movimiento de Opinión Nacional (MON), del cual Pugliese intentaría formar parte, junto con el general José Villarreal y el abogado y dirigente radical Ricardo Yofre, habían propuesto al presidente Videla una salida a través de elecciones condicionadas con candidatos conjuntos. En su pugna con Videla, Massera logró vetar algunos de estos nombres.
En 1964 fue designado por el presidente Arturo Illia como Ministro de Economía, luego de la muerte repentina de Eugenio Blanco, cargo que desempeñó hasta el golpe militar de 1966. Su política económica continuó los lineamientos de su predecesor, de ideología estatista.
Dentro de la Unión Cívica Radical presidió el Comité de la Provincia de Buenos Aires desde 1972 hasta 1983, e integró la Línea Nacional que lideraba Ricardo Balbín. Luego de la muerte de Balbín, en 1981, desde la Línea Nacional, contribuyó a la candidatura presidencial de Raúl Alfonsín, porque argumentaba que los nuevos tiempos exigían nuevos estilos y dirigentes, pero que el agiornamiento debía transcurrir sin que destruyera el partido de Alem e Yrigoyen.

### Presidente de la Cámara de Diputados
En 1983, a partir de la recuperación de las instituciones democráticas, ocupó el cargo de presidente de la Cámara de Diputados de la Nación Argentina hasta diciembre de 1991.
Pugliese había militado en el radicalismo cerca de Ricardo Balbín, y había acompañado a comienzos de los setenta, su política de acercamiento el peronismo.
Tras el golpe militar de 1976, Pugliese continuó desarrollando actividades vinculadas a la política, entre las que se destacó su participación en el Congreso de Economía de la UCR de 1980. Durante la campaña previa a las elecciones de 1983, se consideró la posibilidad de que se hiciera cargo del Ministerio de Defensa. Una vez asumida la presidencia, Raúl Alfonsín designó a Raúl Borrás y Pugliese fue elegido presidente de la Cámara de Diputados, cargo que conservó hasta 1989. Durante este período se promulgaron leyes fundamentales para garantizar la consolidación del sistema democrático, como la ley 23077, (Defensa de la Democracia), la ley 23554 (Defensa Nacional) la ley 23040 (derogación de la norma de autoamnistía militar, conocida como Ley de Pacificación Nacional), la ley 23049 (modificación del Código de Justicia Militar); además de otras como la ley 23515 (divorcio vincular) y la ley 23264 (patria potestad compartida).
En 1988 recibió el Premio Konex de Platino por su carrera como legislador.

### Ministro de Economía
En 1989, luego de la renuncia de Juan Vital Sourrouille fue designado por el presidente Raúl Alfonsín como Ministro de Economía, cargo que desempeñó brevemente en un contexto de aceleración de un proceso inflacionario, que venía creciendo desde mediados del año anterior. Renunció por motivos de salud. Durante su gestión comenzó la hiperinflación de 1989-90, que afectó a todo el sistema productivo y deterioró las condiciones de vida de los sectores más vulnerables de la sociedad. El índice de precios al consumidor que mostraba en enero de 1989 un incremento del 8.9% mensual, pasó al 33.4% en el mes de abril, con un acumulado hasta ese mes del 86.2% en el mismo año 1989.
Un mes después, en mayo, se registraba el que por entonces era el mayor índice de inflación de la historia argentina, con un 78,5% mensual, lo que técnicamente constituía una situación de hiperinflación. El clima de incertidumbre y desconfianza se acentuaron, sumando interrogantes a las posibilidades reales del gobierno de atravesar exitosamente la crisis. En ese contexto se celebraron el 14 de mayo las elecciones presidenciales adelantadas (previstas originalmente para el mes de octubre), que dieron la victoria al candidato del opositor Partido Justicialista, Carlos Menem.
Luego de la derrota electoral del radicalismo y en un contexto cruzado por presiones para un adelantamiento de la sucesión presidencial (que debía tener lugar en diciembre de ese año), Pugliese presentó su renuncia el 24 de mayo (al igual que lo hiciera el resto del gabinete de Alfonsín), luego de algo menos de dos meses de gestión. Lo sucedió en el cargo su correligionario Jesús Rodríguez. Pugliese pasó a entonces a desempeñarse brevemente como Ministro del Interior, hasta el 8 de julio, cuando finalmente el presidente Alfonsín le entregó anticipadamente el mando a Menem, en un escenario marcado por una espiral inflacionaria que treparía hasta el 190% mensual durante ese mes de julio. Una de las consecuencias más terribles del deterioro económico que tuvo que enfrentar el flamante Ministro fueron los saqueos producidos entre mayo y junio en el Gran Buenos Aires, Rosario, Córdoba y otros centros urbanos del país, que dejaron un saldo de al menos 14 personas fallecidas, decenas de heridos y centenares de detenidos
En 1991, durante el gobierno de Menem, fue el candidato radical que se enfrentó a Duhalde en las elecciones a Gobernador de la provincia de Buenos Aires. La UCR lo eligió como candidato a las elecciones provinciales del 8 de septiembre. Obtuvo el 23% de los votos frente al 46% del justicialismo.